# Улица Дзелзавас
Улица Дзе́лзавас (латыш. Dzelzavas iela) — улица в Видземском предместье города Риги, центральная улица крупного жилого района Пурвциемс. Начинается от перекрёстка с улицами Иерикю и Браслас; заканчивается у перекрёстка с улицей Улброкас. Небольшой отрезок в дальней части улицы относится к району Дрейлини и проходит по границе Межциемса.
Общая длина улицы составляет 5451 метр. На всём протяжении имеет асфальтовое покрытие.

## История
Название улицы было утверждено в 1934 году и с тех пор никогда не изменялось. Оно происходит от названия старинного села Дзелзава — центра Дзелзавской волости в Мадонском крае.
Первоначально улица проходила от улицы Иерикю до пересечения улиц Мадонас и Пуцес (современный перекрёсток у торгового центра «Минск»). После утверждения в 1969 году нового градостроительного плана, была значительно продлена — вплоть до границы города.
Застройка улицы соответствует характеру застройки Пурвциемса в разные периоды: в начале улицы частные дома 1930-х — 1950-х годов чередуются с кирпичными пятиэтажками 1960-х годов, в конце — многоэтажная панельная застройка, характерная для 1980-х. Крупные торговые центры: «Минск», «Рими Стирну», «Дом мебели» и др.

## Прилегающие улицы
Улица Дзелзавас пересекается со следующими улицами:
- Улица Браслас
- Улица Иерикю
- Густава Земгала гатве
- Улица Веявас
- Улица Вайдавас
- Улица Ницгалес
- Улица Стирну
- Улица Упеню
- Улица Гунара Астрас
- Улица Илукстес
- Улица Лиелвардес
- Улица Стигу
- Улица Улброкас

## Общественный транспорт
Почти на всём протяжении улицы, от её начала до перекрёстка с улицей Лиелвардес, курсирует несколько маршрутов троллейбусов, автобусов и микроавтобусов.
На участке от начала улицы до перекрёстка с улицей Вайдавас движение одностороннее (из центра); в противоположном направлении транспорт следует по улицам Вайдавас и Иерикю.